# 썰바이벌
《썰바이벌》은 KBS Joy의 텔레비전 프로그램이다.

## 방송 개요
시청자가 직접 보낸 다양한 썰을 최근 유행하는 밸런스 게임을 통해 소개하며 매주 최고의 레전드 사연을 뽑는 프로그램.

## 방송 시간
| 방송채널 | 방송 기간                        | 방송 시간              |
| -------- | -------------------------------- | ---------------------- |
| KBS joy  | 2021년 2월 11일~2021년 10월 14일 | 매주 목요일 밤 10:20분 |

## 출연자
- 박나래
- 김지민
- 황보라